# Thèse d'une origine indo-européenne de la langue basque
La thèse d'une origine indo-européenne de la langue basque fait l'objet de travaux par des auteurs, chercheurs et linguistes depuis le XIXe siècle.

## Méthologie linguistique
Selon les linguistes Joaquin Gorrochategui et Joseba Lakarra, l'objectif principal de la linguistique comparée n'est pas seulement d'établir une simple classification des langues en familles génétiques, en essayant de simplifier et de réduire les taxons existants. L'établissement de relations linguistiques entraîne des conséquences pratiques qui dépassent la simple classification, étant donné qu'il s'agit de la seule méthode largement éprouvée pour explorer plus en profondeur la préhistoire de chacune des langues de la famille.

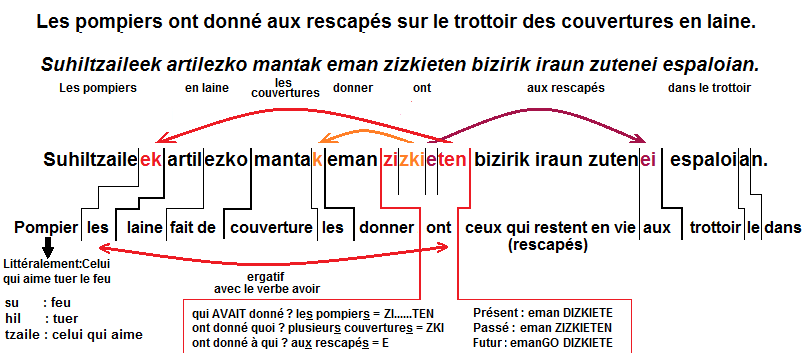
Construction grammaticale suivant les règles et l'usage de la syntaxe basque à partir du français.

Ils soulignent également qu'il y a une grande différence entre les propositions classificatoires de soi-disant nouvelles familles ou filiation (« relation génétique ») avec d'autres langues, qui sont pour la plupart obtenues par l'inspection superficielle d'une poignée de mots dans des langues très peu apparentées, comme dans le cas de la comparaison de masse pratiquée par Joseph Greenberg et ses disciples, et la grammaire comparée appliquée à des familles linguistiques bien établies, comme la famille indo-européenne.
Ils ajoutent que la comparaison linguistique doit servir, au-delà de l'établissement d'une famille, à reconstituer divers aspects du protolanguage, et surtout à éclairer l'origine et l'évolution des structures de chaque langue particulière, ainsi qu'à comprendre les relations historiques particulières que chacune d'elles entretient. maintenu avec le reste (le sous-groupement et la formation des branches de l'arbre généalogique) ou avec des langues extérieures au cercle familial (mots d'emprunt et contacts zonaux).
Enfin qu'une preuve d'une relation linguistique est aussi démontrée en établissant des correspondances sonores régulières et récurrentes entre les morphèmes apparentés des diverses langues de la famille, des morphèmes majoritairement grammaticaux et dans le lexique dit « vocabulaire de base ».

## Approche historique
Robert Elissondo, en 2017, dans un article intitulé Le basque une langue indo-européenne ?, écrit que depuis la Renaissance des auteurs ont trouvé des ressemblances entre des langues européennes anciennes ou modernes. Il ajoute également qu'au XVIIIe siècle le jésuite et indianiste français Gaston-Laurent Cœurdoux et le linguiste anglais William Jones ont reconnu la parenté entre le sanskrit, le grec ancien et le latin.

## Les précurseurs sur la parenté du basque avec les langues indo-européennes
Au XIXe siècle et début XXe siècle, deux auteurs lient la langue basque avec les langues indo-européennes. Il s'agit d'Augustin Chaho (1811-1858), indianiste, philologue et homme politique basque, dans l'ouvrage Lettre à Monsieur Xavier Raymond sur les analogies qui existent entre la langue basque et le sanskrit,. Puis de Jean-Baptiste Darricarrère (1842-1928) dans les ouvrages La langue basque et les idiomes aryens et Analyse du thème de quelques redoublements brisés qui sont communs à l'idiome basque, à la langue latine et aux autres langues indo-européennes.

## Les auteurs contemporains

### Florentino Castro Guisasola
Castro Guisasola est le premier linguiste en 1944 à dire que « le basque, sans être indo-européen, est un idiome du même groupe linguistique que les langues indo-européennes… Une langue sœur de l'indo-européen, avec des mots identiques, mais des formes en partie communes et en partie distinctes, comme étant dérivée de la même langue antérieure d'où l'indo-européen est sorti. » En 1948, René Lafon, linguiste et spécialiste de la langue basque, va faire une critique sévère de son approche sur plusieurs points, et en soulignant entre autres que « Guisasola a commis, dans l'analyse des formes, des erreurs très graves dont la lecture des ouvrages de H. Gavel ou des Primitiae de Schuchardt aurait dû suffire à le préserver. »

### Eñaut Etxamendi

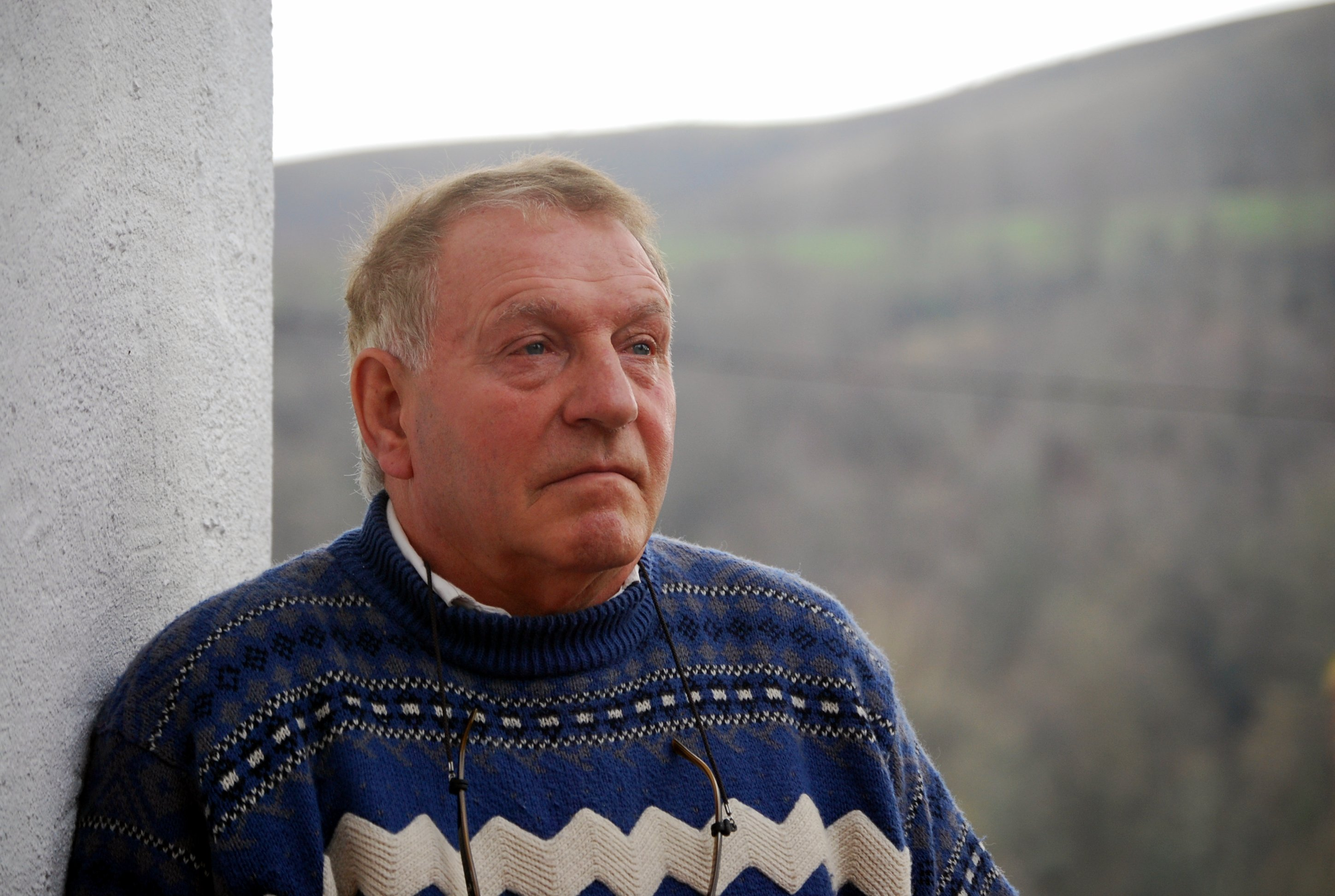
Eñaut Etxamendi.

En 2007, Eñaut Etxamendi Gueçainburu soutient une thèse de doctorat sur la comparaison de la langue basque avec les langues indo-européennes (Euskera-Erdarak : basque et langues indo-européennes : essai de comparaison). Il a le diplôme de docteur en études basques.

#### Ses travaux
Sous la direction de Charles Videgain, linguiste et académicien basque, il suggère que la langue basque est une langue d'origine indo-européenne.  Ces travaux novateurs ont été vulgarisés mais également repris en France, et en Italie.
Ils consistent en une étude linguistique assortie de considérations historiques et archéologiques, ont été publiés en 2018 sous la forme d'un ouvrage. Au point de vue archéologique, il est en accord avec les travaux de Colin Renfrew et ceux de Jean-Paul Demoule. 

En résumé de sa thèse, il écrit : 

« Le basque est réputé seule langue ancienne non indo-européenne d’Europe depuis le XIXe siècle, sans parenté, langue orpheline ou résidu d’une famille disparue. Son vocabulaire serait en grande partie emprunté, surtout au fonds latin et roman, mais sa grammaire et un stock irréductible de mots seraient spécifiques. Or, aucune étude exhaustive de comparaison avec les langues indo-européennes n’a été réalisée. À notre avis sa description même est incomplète et parfois équivoque. Notre thèse est un essai d’analyse de l’euskera suivant la méthode comparatiste, portant sur la confrontation des grammaires du basque et de l’indo-européen reconstruit (tome I), et des éléments lexicaux de base, environ 4 000 (tome II). Il apparaît que les spécificités supposées du basque (syntaxe ergative, prédicat nominal, absence de genre, morphologie, etc.) sont les caractéristiques de l’indo-européen d’avant l’hypothétique séparation des groupes, et dont les aspects archaïques commencent à se révéler (Martinet, Vaillant, Laroche, C. Tcheckoff). Enfin, le stock lexical irréductible de l’euskera - si cela signifie sans racines communes - ne nous est pas apparu à ce jour, »

Etxamendi cite cette phrase d'André Martinet dans Évolution des langues, 30 : 

« On se gardera d'oublier que l'on peut attribuer au hasard une ressemblance isolée, mais non un ensemble de faits connexes »

En 2015, il écrit : 

« Je suis effectivement le seul linguiste à avancer cette thèse, et pour cause. Je suis le seul à avoir tenté véritablement une comparaison des langues basque et indo-européennes à l'aide des outils légués par les linguistes les plus éminents du XXe siècle - Antoine Meillet, Émile Benveniste, Pierre Chantraine, André Martinet, Claude Tchekhoff. (…). Il [l'ouvrage de Jean-Paul Demoule Mais où sont passés les Indo-Européens ?] prouve que cette affaire de prétendus conquérants envahisseurs invincibles (ancêtres du groupe germanique) qui auraient effacé tous les idiomes antérieurs, à l'exception (notamment) du basque, est un conte des origines qui ne résiste pas à l'analyse moderne historicoarchéologique »

Il écrit qu'il y a une grande proximité de l’euskara avec beaucoup de langues indo-européennes très anciennes et souvent très lointaines du Pays basque telles que le grec ancien, l'arménien, le sanskrit, etc., et dont certaines sont éteintes, et il ajoute qu'il n'est pas connu à ce jour d'émigration d'habitants de ces pays lointains au Pays basque.

Dans ses travaux où sont analysés environ 4 000 mots, il souligne le nombre considérable de termes similaires (tant pour la phonétique que pour le sens) avec des termes d'origine indo-européenne. Il en tire le constat que cela ne peut pas résulter du seul emprunt du basque aux langues environnantes et il ajoute qu'il n'a pas eu connaissance au cours de ses travaux de termes basques sans aucune parenté. Il écrit ainsi dans sa thèse : 

« D'une part, nous pensons que l'emprunt, même à grande échelle, ne peut expliquer ces « coïncidences multiples » et, d'autre part, l'on n'a guère signalé à ce jour, de migrations en provenance de la Méditerranée orientale vers notre pays aux dimensions restreintes : Grecs, Arméniens et Indo-iraniens sont à grande distance de l'aire basque »

Il ajoute par ailleurs qu'un nombre non négligeable de termes basques sont en mesure d’éclairer des étymologies que les plus grands indo-européanistes du siècle dernier ont considérées douteuses, obscures, voire inexpliquées. 
Il a fait une comparaison systématique dans ses travaux entre le basque et les langues indo-européennes, tant au niveau du vocabulaire que de la construction grammaticale. Pour cet auteur les racines de nombreux concepts (dits) indo-européens procèdent d'onomatopées (?) décelables par l'euskara (dévorer, frapper/tuer, gratter, courir, écorcer/racler, aiguiser…).
Il réfute le caractère exclusif de certains particularismes généralement attribués à la langue basque. Parmi différents exemples pris par cet auteur : la langue basque n'est pas la seule à pratiquer l'ergativité en Europe (toutes les langues indo-européennes auraient été ergatives selon la linguiste Claude Tchekhoff. Des traces d'ergativité ont existé dans la langue française jusqu'au XIIIe siècle), la langue basque a elle aussi quelques préfixes et peut avoir également dans certains cas un genre féminin, la langue basque a une forme agglutinante mais l'arménien également et l'allemand souvent, la langue basque a des déclinaisons mais le latin et le grec aussi, etc.,

#### La vulgarisation de ses recherches et ses soutiens
Les travaux d'Eñaut Etxamendi sont vulgarisés par Dominique et Fina Davant et Roger Courtois par l'intermédiaire de deux sites internet,. L'un est dédié à la thèse de doctorat. L'autre est dédié à l'apprentissage de la langue basque en y faisant voir les nombreuses parentés entre le basque et les langues indo-européennes. En mai 2015, Eñaut Etxamendi présente ses recherches dans le magazine français L'Express rappelant qu'il est le seul linguiste à avancer cette thèse car le seul à avoir fait cette comparaison.
Le 2 décembre 2017, Eñaut Etxamendi et Roger Courtois font une conférence devant une quarantaine de personnes à Mauléon-Licharre. Dans le compte-rendu qu'en fait Robert Elissondo, professeur d'histoire-géographie et président de l'association Ikerzaleak, ce dernier se range aux arguments d'Eñaut Etxamendi et ajoute que l'assemblée a aussi été convaincue. Il est d'accord avec les deux conférenciers sur leur contestation du mythe d'un peuple appelé depuis le XIXe siècle les « indo-européens » qui seraient arrivés en conquérants et auraient fait disparaître toutes les anciennes langues sauf le basque. Il ajoute que la langue basque n'est pas une langue isolée et qu'elle est même une cousine du grec ancien (« similitudes frappantes avec le grec ancien ») et du sanscrit. Il ajoute encore notamment ceci : « sa recherche [les travaux d'Eñaut Etxamendi] s'appuie sur les travaux des linguistes les plus reconnus en particulier Émile Benveniste. À la fois chercheur, écrivain et poète, Eñaut Etxamendi manie avec aisance les méthodes et les concepts de la linguistique ». Il écrit également que les basques eux-mêmes veulent défendre leur singularité et culture, motif de fierté et de résistance en défendant l'idée d'une langue unique et singulière. Il cite cette remarque de Roger Courtois : « les basques ont aimé être les seuls au monde ».

#### Reprise à l'international
L'article d'Eñaut Etxamendi Le basque est une langue indo-européenne qui avait été publié en 2015 dans le magazine français L'Express a été repris dans un journal italien du 5 mai 2015.

#### Auteurs en désaccord
En 2013, deux linguistes basques espagnols, à savoir Joseba Lakarra et Joaquin Gorrochategui, ont écrit un article expliquant pourquoi selon eux la langue basque ne peut être une langue indo-européenne.

### Gianfranco Forni

Distribution approximative actuelle des branches indo-européennes dans leurs terres d'origines en Europe et en Asie :
Albanais
Arménien
Langues balto-slaves (langues baltes)
Langues balto-slaves (langues slaves)
Langues celtiques
Langues germaniques
Langues helléniques (grec)
Langues indo-iraniennes
Langues italiques (langues romanes)
Langues non indo-européennes

L'essai de Gianfranco Forni en 2013 présente des propositions purement classificatoires. 
Selon Gorrochategui et Lakarra, du point de vue de la linguistique basque, sa proposition n'offre aucune explication sur l'origine et le développement des différentes catégories grammaticales de la langue basque. Du point de vue indo-européen, il ne parvient pas non plus, selon eux, à offrir une meilleure compréhension de la protolangue, ni même à suggérer un nouvel arbre généalogique incluant le basque selon des critères dialectaux, ni à proposer une évolution historique à partir de cette nouvelle branche à partir de sa phase d'unité familiale à son attestation historique. Ils ajoutent que l'essai de Gianfranco Forni est presque exclusivement à rechercher ces correspondances dans le domaine lexical, alors que la structure morphologique de la langue basque est négligée. Ils écrivent que Gianfranco Forni imagine la langue basque comme une langue qui a connu d'énormes transformations phonologiques et morphologiques, peut-être dues à de fortes influences de substrat (non identifiées), dont la conséquence est qu'elle a perdu toute trace de sa nature indo-européenne. Ils ajoutent encore que ce linguiste pense aussi que le basque aurait partagé certaines innovations dialectales avec le celtique et aurait connu une évolution totalement différente ; au lieu de perdre les syllabes finales, il aurait perdu les occlusives initiales et même la syllabe initiale entière, préservant assez bien la syllabe finale. Il explique même les terminaisons basques de dat. sg. -i, de gén. sg. cambre. -e, et de gén. -en, comme originaire de l'indo-européen. Cependant, il omet d'expliquer, qu'une langue indo-européenne perd toutes ses catégories héritées, alors qu'elle préserve relativement bien les lieux dans lesquels ces catégories sont exprimées. Ce qui n'est pas le cas du basque selon eux.
J. Koch rappelle que les preuves de la classification établie du basque en tant qu'isolat sont principalement négatives et superficielles : celui-ci ne ressemble à rien d'autre dans son lexique, sa phonologie et sa morphosyntaxe. Par conséquent, il estime justifié, comme le fait Gianfranco Forni, d'étudier la possibilité que l'application de lois saines régulières ait obscurci les liens du basque avec l'indo-européen.
Néanmoins, selon lui, la proposition de Gianfranco Forni selon laquelle le basque est une langue indo-européenne ne peut être acceptée, en partie parce que la méthode assouplit les paramètres de la méthode historique-comparative risquant ainsi un résultat faussement positif. Plus grave encore, la morpho-syntaxe et le système sonore du basque ne peuvent être conciliés avec une définition de l'indo-européen comme le résultat d'une chaîne ininterrompue d'acquisition de la langue par des enfants de locuteurs natifs remontant au proto-indo-européen. J. Koch reconnaît toutefois la valeur de l'étude de Gianfranco Forni qui pourrait indiquer d'éventuelles couches pré-romaines d'influence indo-européenne sur le basque.